# Юревич, Михаил Валериевич
Михаи́л Вале́риевич Юре́вич (род. 13 февраля 1969, Челябинск, РСФСР, СССР) — российский политик и предприниматель. Депутат Государственной думы III и IV созывов. Глава Челябинска с 20 марта 2005 по 22 апреля 2010. Губернатор Челябинской области с 22 апреля 2010 по 15 января 2014.
16 марта 2017 года в отношении Юревича было возбуждено уголовное дело по факту получения взяток на общую сумму 26 млн рублей. В начале мая 2017 года Юревич был объявлен в международный розыск, а 24 мая Свердловский областной суд заочно выдал санкцию на его арест.

## Биография
Родился 13 февраля 1969 года в Челябинске.
Учился в средней общеобразовательной школе № 138 Центрального района города Челябинска.
В 1992 году окончил инженерно-строительный факультет Челябинского государственного технического университета по специальности «промышленное и гражданское строительство» (инженер-строитель). Ещё будучи студентом, организовал фирму «Темп», занимавшуюся оптовой торговлей продуктами.
В 1993 году стал директором «Хлебокомбината № 1». Провёл реконструкцию и модернизацию производства, организовал торговую сеть. Создал ассоциацию предприятий «Агропромышленное объединение „Макфа“». В 1995—2000 годах — председатель советов директоров АО «Макфа» — аграрно-промышленного холдинга, в состав которого вошли фабрика «Макфа», «Хлебокомбинат № 1», «Сосновский комбинат хлебопродуктов», АТП «Темп-Автотех» и другие предприятия. В 1997 году признан «Человеком года» как лучший организатор промышленного производства в городе Челябинске.

### Депутат Государственной думы (1999—2005)
19 декабря 1999 году избран в Государственную думу III созыва от Калининского одномандатного избирательного округа № 183. С 26 января 2000 года — заместитель председателя Комитета по энергетике, транспорту и связи. Член депутатской группы «Народный депутат». 7 декабря 2003 года избран в Государственную думу IV созыва. Член Комитета по гражданскому, уголовному, арбитражному и процессуальному законодательству. Член фракции «Единая Россия». В период с 1999 по 2005 год подготовил и реализовал в своём избирательном округе на территории города Челябинска ряд значимых социальных и благотворительных программ. Наиболее известный проект — молодёжные трудовые отряды «Макфа», занимавшися благоустройством Челябинска.

### Глава Челябинска (2005—2010)
Победил на выборах мэра Челябинска 20 марта 2005 года и 8 апреля 2005 года вступил в должность главы Челябинска.
С 2006 года является президентом Ассоциации муниципальных образований «Города Урала». Входит также в Клуб мэров России, созданный на базе Всероссийского совета местного самоуправления по инициативе партии «Единая Россия».
В феврале 2006 года журнал «Финанс» оценил состояние Юревича в 85 миллионов долларов (382-е место в России). 1 марта 2009 года снова победил на выборах мэра Челябинска с результатом 57,53 %. 15 марта 2010 года кандидатура Юревича на пост губернатора Челябинской области была внесена на рассмотрение в Законодательное собрание области.
В качестве президента Ассоциации «Города Урала» активно участвует в расширении каналов взаимодействия с органами государственной власти всех уровней, отстаивании интересов муниципальных образований и их жителей, обмене опытом. Выступил одним из основных организаторов создания Клуба мэров при Всероссийском совете местного самоуправления, который объединил глав крупных российских городов, став площадкой для представления консолидированной позиции муниципального сообщества в диалоге с государством.
Среди приоритетных направлений в работе муниципальной власти М. В. Юревич выделяет ремонт и реконструкцию дорог, развитие системы энерго- и теплоснабжения, восстановление наружного освещения в отдалённых от центра районах, жёсткий контроль за экологической ситуацией, укрепление материальной базы муниципальных учреждений здравоохранения, создание дополнительных мест в детсадах для дошкольников. По итогам 2009 года Челябинск достиг самого высокого показателя среди городов-миллионников по обеспеченности дошкольников от 0 до 7 лет местами в детских садах — 80 %.

### Губернатор Челябинской области (2010—2014)

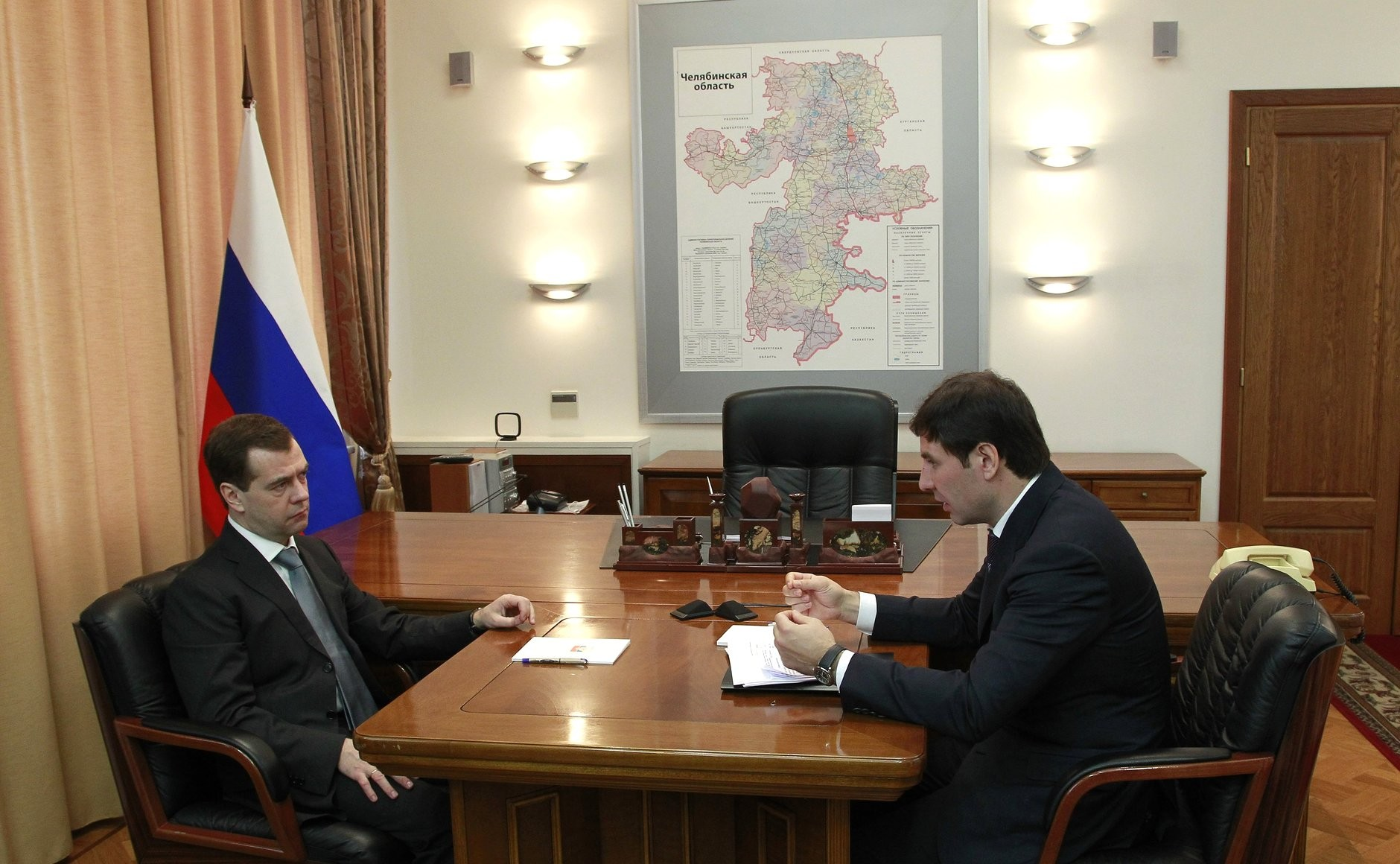
На встрече с Дмитрием Медведевым 30 марта 2011 года.

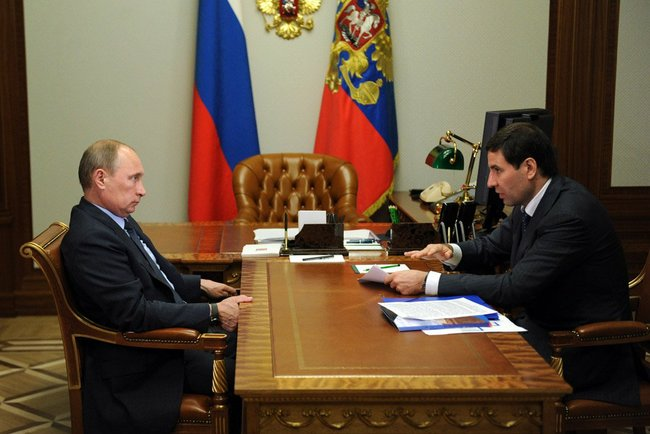
На встрече с Владимиром Путиным 23 мая 2013 года.

22 марта 2010 года Законодательное собрание Челябинской области на внеочередном заседании единогласно утвердило М. В. Юревича на пост губернатора области. В качестве губернатора начал свою деятельность с заявления о необходимости привлечения инвестиций в регион. В 2010 году Челябинской области был присвоен долгосрочный кредитный рейтинг «ВВ+» по международной шкале и рейтинг по национальной шкале «ruAA+», прогноз «Стабильный». В 2011 году кредитный рейтинг был подтверждён. В октябре 2012 года аналитики Standart& Poor’s не увидели предпосылок для изменения рейтинга области. М. В. Юревич обозначил приоритетной задачей развитие аэропорта Челябинска и расширение международных направлений. В октябре 2011 года к ним были добавлены прямые регулярные рейсы в Вену, Дубай и Харбин. В 2012 году в аэропорту Челябинска открылся новый зал вылета международных линий.
С 5 июля 2011 по 4 января 2012 — член президиума Государственного совета Российской Федерации.
В 2011 году стал инициатором «капитального ремонта области», в рамках которого жители озвучивали свои предложения по благоустройству территории, а позже из областного бюджета на первоочередные цели, такие как ремонт дорог, водоводов, уличного освещения и фасадов, поступали средства. В сентябре озвучил Президенту РФ Д. А. Медведеву опыт Челябинской области по строительству малометражных квартир-студий. По замыслу М. В. Юревича, это стартовое жильё для молодёжи по стоимости должно равняться автомобилю. Д. А. Медведев отметил, что если проект зарекомендует себя успешно, опыт Южного Урала может быть распространён и на другие регионы. По оценке экспертов, политика М. В. Юревича по продвижению в регионе жилья «экономкласса» и поддержке строительной отрасли позволила в 2012 году ввести в Челябинске 1,256 млн квадратных метров жилья, что стало абсолютным рекордом за всю историю города. В июне 2012 года М. В. Юревич во время саммита ШОС в Пекине представил проект строительства в Челябинской области транспортно-логистического комплекса «Южноуральский». Владимир Путин поддержал эти планы. По данным интернет-издания «Znak» рейтинг М. В. Юревича в Челябинской области в январе 2013 года составлял 68,2 %.
15 января 2014 года Путин подписал Указ «О досрочном прекращении полномочий Губернатора Челябинской области», приняв отставку М. В. Юревича с формулировкой «по собственному желанию».

### Дальнейшая карьера
Принимал участие в праймериз партии Единая Россия в преддверии выборов в Государственную Думу 2016 года. 19 мая объявил о снятии кандидатуры из-за «столкновения с сильным административным ресурсом».
Самовыдвигался на выборах в Государственную Думу VII созыва. Не был допущен до участия в выборной кампании ЦИК РФ. В 2017 году выиграл дело о своём недопущении к выборам в Конституционном суде.
В августе 2017 года вывел в кипрские офшорные компании ОАО «Макфа», ТРК «Родник» и сеть супермаркетов «Проспект».

### Уголовное дело
20 марта 2017 года М. В. Юревичу заочно предъявили обвинение в получении в качестве взяток 26 миллионов рублей. Следователем было вынесено постановление о привлечении его в качестве обвиняемого по двум статьям Уголовного кодекса РФ: 290 («Получение взятки») и 33, 128 («Подстрекательство к клевете»). По версии следствия, М. В. Юревич, будучи главой Челябинской области, получил взятки на сумму 26 миллионов рублей от министра здравоохранения региона Виталия Тесленко. Также следствие установило, что М. В. Юревич подстрекал своего первого заместителя Олега Грачёва к распространению клеветы о деятельности председателя Челябинского областного суда Фёдора Вяткина: по указанию Грачёва в программе «Человек и закон», вышедшей 8 декабря 2012 года, была распространена ложная информация о том, что лидеры челябинской преступной группировки «калининская семья» завербовали Вяткина и втянули его в свою преступную деятельность.
М. В. Юревич не явился на допросы, назначенные на 17 и 20 марта. Он письменно уведомил Следственный комитет о том, что находится в Израиле. 20 марта в Следственном комитете заявили, что М. В. Юревичу отправили третью повестку и что в случае неявки на допрос он будет объявлен в розыск. Сейчас Михаил Юревич проживает в Великобритании.

## Достижения
При участии М. В. Юревича в качестве президента хоккейной команды «Трактор» и бюджетных средств в размере 1 миллиарда 100 миллионов рублей в сговоре с бывшим министром спорта области, а ныне уголовником Серебренниковым решена одна из главных спортивных задач города — после долгих лет отсутствия в российскую Суперлигу (сейчас — Континентальная хоккейная лига) вернулась челябинская хоккейная команда «Трактор». По результатам сезона 2011—2012 команда выиграла Кубок Континента и завоевала бронзовые медали, по результатам сезона 2012—2013 — серебряные медали. 3 июля 2013 года Михаил Юревич вошёл в новый состав Совета директоров Континентальной хоккейной лиги. Вскоре появилась информация, что он избил клюшкой бизнесмена во время дружеского хоккейного матча. Коммерсант перенёс операцию, а полиция возбудила уголовное дело. В дальнейшем выяснилось, что дело было заказным — ситуация намеренно искажалась перед выборами в Государственную Думу. Пострадавший сам отозвал все претензии.

## Семья
Женат вторым браком, от первого имеет сына и дочь. От второго имеет дочь (род. 2014). Бывшая жена Оксана развелась с Михаилом в 2003 году; их общие дети, Александр (род. 1996) и Анастасия (род. 2001) живут с отцом. В 2004—2007 годах Оксана владела в Челябинске несколькими магазинами по продаже бытовой химии. В ряде СМИ утверждалось, что Михаил Юревич неоднократно избивал Оксану. Впрочем, согласно решению Пресненского районного суда Москвы (принятому в 2019 году), данная информация являлась оговором.
Отец, Юревич Валерий Михайлович, председатель совета директоров, основной владелец мукомольной компании «Макфа». До начала 2000-х годов работал в должности директора по производству «Южноуральской строительной компании», в студенческие годы Валерий Юревич работал каменщиком строительно-монтажного управления треста № 42; большая часть активов В. М. Юревича ранее принадлежала его сыну Михаилу. Мать, Наталья Евгеньевна, член совета директоров, совладелец мукомольной компании «Макфа». В собственности родителей Юревича находятся контрольные пакеты фирм, которым принадлежат три торговых центра и один крупный магазин в Челябинске, несколько кинотеатров, ряд телеканалов и радиостанций.

## Награды
- Медаль ордена «За заслуги перед Отечеством» II степени (2002) за большой вклад в укрепление законности, активную законотворческую деятельность и добросовестную работу.
- Лауреат премии «Персона года-2006» в номинации «Руководитель муниципалитета — мэр».
- Лауреат премии «Персона года-2007» в номинации «Глава города-миллионника».
- Лауреат Национальной общественной премии транспортной отрасли России «Золотая Колесница» в номинации «За вклад в развитие транспортной отрасли РФ» (2008).
- Нагрудный знак «За содружество» Федерации независимых профсоюзов России за большой вклад в развитие социального партнёрства, плодотворное сотрудничество с профсоюзными организациями (2009).
- Знаком «За заслуги перед Всероссийским обществом слепых II степени».
- Орден Дружбы за достигнутые трудовые успехи и многолетнюю добросовестную работу.
- Благодарность Президента РФ «За большой вклад в работу Общественного комитета сторонников Президента Российской Федерации и активную деятельность на благо России» (2012).
- Благодарность Президента РФ «За активное участие в избирательной кампании Президента Российской Федерации» (2012).
- Кавалер ордена ДОСААФ России "За заслуги" III степени за личный вклад в дело укрепления обороноспособности страны, военно-патриотическое воспитание молодежи, развитие технических и военно-прикладных видов спорта. [47]

## Критика
В 2000 году Михаил Юревич, будучи депутатом Государственной думы III созыва, курировал законопроект «О реорганизации акционерных обществ — субъектов естественных монополий, более 25 % акций которых закреплено в федеральной собственности». По мнению экспертов, закон делает невозможным произвести реструктуризацию в РАО ЕЭС, Газпром и других крупных энергетических холдингах и увеличивает степень влияния государства на энергетическую отрасль и приведёт к энергетическому кризису. В 2002 году М. В. Юревич был вовлечён в скандал вокруг выпусков принадлежавшей ему «Рабочей газеты», в которой команда губернатора Челябинской области Петра Сумина обвинялись в злоупотреблениях и совершении некоторых уголовно наказуемых преступлений. Автор статьи Герман Галкин был осуждён на 1 год за клевету и оскорбление. По результатам проверки ЦИК на выборах в Государственную думу 2003 года, Михаил Юревич не указал данные об участии в ОАО «Сосновский комбинат хлебопродуктов», ОАО «Макфа», ООО «ТД «Макфа»», ООО «Тем-Ю», ОАО «Первый хлебокомбинат», ОАО «Челябинская макаронная фабрика». Несмотря на это, санкции в отношении кандидата в депутаты введены не были.

### Критика на посту губернатора
В июле 2011 года в блогах и СМИ появились статьи о том, что «власти Челябинской области готовы заплатить несколько сот тысяч рублей для того, чтобы в системах поиска в Интернете не сообщалась негативная информация о регионе и „самом грязном городе планеты“». 20 июля 2011 года на сайте государственных закупок был опубликован запрос котировок на «оказание услуг по изменению и поддержке первой выдачи по заданным запросам в поисковых системах Яндекс и Google». Задача победителя тендера — сделать так, чтобы по ряду запросов поисковики выдавали не менее 80 % положительных или нейтральных материалов о Челябинской области. Среди нуждающихся в очистке запросов оказались «НПО Маяк авария», «радиация в Челябинске», «Кыштымская авария», «Карабаш», «Муслюмово», «река Теча», «самый грязный город России» и «экология Урала». Сроки оказания услуг — до конца 2011 года. Резкой критике подверглась как цель государственной закупки, связанная с дезинформацией населения, так и сумма контракта (около 300 000 рублей). По мнению Алексея Навального, автором «отвратительной и аморальной» инициативы был губернатор области Михаил Юревич: в 2010 году он поручил Министерству экономического развития региона и своей администрации начать работу по изменению имиджа области, которая ассоциируется с неблагополучной экологической обстановкой. По другому мнению, речь в заявке шла об обычном SEO-проекте (поисковой оптимизации), широко используемой в бизнес-среде, и речи о сокрытии фактов об экологической обстановке в регионе не велось.
16 ноября 2011 года в распоряжении челябинских и федеральных СМИ оказалась аудиозапись, на которой человек, называющий себя губернатором Челябинской области, на встрече с представителями предпринимателей города Миасса уговаривал их «мотивировать как умеете» подчинённых голосовать за «Единую Россию», чтобы партия получила хотя бы 55 % голосов. При этом он заявил: «Вы вправе на своих предприятиях организовать принудительное голосование». Помимо дополнительного финансирования жителям округов, набравшим 90 % голосов, человек на аудио «лично обещает» газифицировать их населённые пункты: «А что — хотят газ? Хотят. Вот им выход». Сообщение об аудиозаписи разместили лишь несколько СМИ Челябинской области, но новость имела большой резонанс в СМИ за пределами области, что некоторые расценили как подтверждение подконтрольности региональной прессы. Запись сопровождается титрами «Юревич в Миассе. Подкуп и принуждение» и фотографиями М. В. Юревича, сделанными в разное время. Иных доказательств принадлежности голоса выступающего Михаилу Юревичу автор записи не приводит. Правда, на шестиминутной записи не слишком хорошего качества выступающий называет себя губернатором и отмечает, что не стал бы главой региона, «если бы не было обновления в партии». Он также упоминает имена реально существующих челябинских политиков — лидера местных коммунистов Светлану Поклоннову и Константина Куркина. Большинство экспертов и журналистов, общавшихся с М. В. Юревичем и знакомых с его голосом, склоняются к тому, что голос на записи принадлежит именно губернатору Челябинской области, который, по данным челябинских СМИ, 16 ноября 2011 года действительно был на закрытой встрече с представителями предпринимателей города Миасса. Вместе с тем, заместитель губернатора Евдокимов заявил о наличии в аудиозаписи признаков монтажа из публичных выступлений Михаила Юревича в разное время, но данное утверждение не было доказано.
В блогах получили резонанс и некоторые другие бюджетные траты челябинской администрации, как, например, госзаказ на трансляцию порноканалов в загородной резиденции челябинского губернатора. Аукцион был признан несостоявшимся в связи с тем, что по окончании срока подачи заявок на участие в открытом аукционе в электронной форме была подана только одна заявка. Также утверждается, что сам губернатор побывал в резиденции единственный раз с ознакомительной экскурсией, а сама резиденция используется для размещения гостей Челябинской области.
По некоторым подсчётам, на 2012 год Юревич на посту губернатора потратил около 500 млн рублей бюджетных денег на транспорт (вертолёт Bell 429) и частную охрану, которой занималась коммерческая организация ЧОП «Аргумент».